# Šapirova reakcija
Šapirova reakcija ili tozilhidrazonska dekompozicija je organska reakcija u kojoj se keton ili aldehid pretvaraju u alken preko intermedijarnog hidrazona u prisustvu 2 ekvivalenta organolitijumskog reagensa. Reakciju je otkrio Robert H. Šapiro 1967. godine. Šapirova reakcija je korišćena u ukupnoj sintezi Nikolaou Taksola. Ova reakcija je veoma slična Bamford-Stivensovoj reakciji, koja takođe uključuje osnovnu razgradnju tozil hidrazona.

## Mehanizam reagovanja i usmerenost
U uvodu u stvarnu Šapirovu reakciju, keton ili aldehid (1) reaguje sa p-toluensulfonilhidrazidom (2) da bi se formirao p-toluensulfonilhidrazon (ili tozilhidrazon) koji je hidrazon (3). Dva ekvivalenta jake baze kao što je n-butillitijum apstrahuju proton iz hidrazona (4), praćen manje kiselim protonom α do hidrazonskog ugljenika (5), formirajući karbanjon. Karbanion zatim prolazi kroz reakciju eliminacije koja stvara dvostruku vezu ugljenik-ugljenik i izbacuje tozil anjon, formirajući diazonijum anjon (6). Ovaj diazonijum anjon se zatim gubi kao molekularni azot, što dovodi do vinillitijumskog jedinjenja (7), koja zatim može da reaguje sa različitim elektrofilima, uključujući jednostavnu neutralizaciju vodom ili kiselinom (8).
Smer reakcije je kontrolisan stereohemijom hidrazona, pri čemu se deprotonacija dešava cis u odnosu na tozilamidnu grupu. To je zbog koordinacije atoma azota.